# Sékou Koïta
Sékou Koïta (ur. 28 listopada 1999 w Kicie) – malijski piłkarz grający na pozycji napastnika. Od 2019 jest zawodnikiem klubu Red Bull Salzburg.

## Kariera klubowa
Swoją karierę piłkarską Koïta rozpoczął w klubie USC Kita. W sezonie 2014/2015 zadebiutował w jego barwach w drugiej lidze malijskiej. W debiutanckim sezonie awansował z nim do pierwszej ligi. W sezonie 2017 wywalczył wicemistrzostwo Mali. W 2018 roku przeszedł do austriackiego drugoligowca, FC Liefering. Swój debiut w nim zaliczył 23 lutego 2018 w przegranym 1:2 wyjazdowym meczu z FC Blau-Weiß Linz.
W 2019 roku Koïta został wypożyczony do pierwszoligowego klubu Wolfsberger AC. Swój debiut w nim zanotował 23 lutego 2019 w zremisowanym 0:0 domowym meczu z Rheindorfem Altach. Zawodnikiem Wolsfsbergeru był przez pół sezonu.
Latem 2019 Koïta został piłkarzem Red Bull Salzburg. Zadebiutował w nim 17 sierpnia 2019 w wygranym 6:0 wyjazdowym meczu z SKN St. Pölten. W debiucie strzelił gola. Wraz z Red Bull czterokrotnie został mistrzem Austrii w sezonach 2019/2020, 2020/2021, 2021/2022 i 2022/2023 oraz zdobył trzy Puchary Austrii w latach 2020, 2021 i 2022.
| Sezon   | Klub              | Kraj    | Rozgrywki         | Mecze | Bramki |
| ------- | ----------------- | ------- | ----------------- | ----- | ------ |
| 2014/15 | USC Kita          | Mali    | II liga           | ?     | ?      |
| 2016    | USC Kita          | Mali    | Première Division | ?     | ?      |
| 2017    | USC Kita          | Mali    | Première Division | ?     | ?      |
| 2017/18 | FC Liefering      | Austria | 2. Liga           | 6     | 1      |
| 2018/19 | FC Liefering      | Austria | 2. Liga           | 9     | 1      |
| 2018/19 | Wolfsberger AC    | Austria | Bundesliga        | 14    | 5      |
| 2019/20 | Red Bull Salzburg | Austria | Bundesliga        | 16    | 8      |
| 2020/21 | Red Bull Salzburg | Austria | Bundesliga        | 17    | 14     |
| 2021/22 | Red Bull Salzburg | Austria | Bundesliga        | 2     | 1      |
| 2022/23 | Red Bull Salzburg | Austria | Bundesliga        | 22    | 6      |

## Kariera reprezentacyjna
Koïta grał w młodzieżowych reprezentacjach Mali na szczeblach U-17 i U-20. Z kadrą U-17 wywalczył wicemistrzostwo świata na Mistrzostwach Świata 2015, a z kadrą U-20 mistrzostwo Afryki w Pucharze Narodów Afryki 2019.
W reprezentacji Mali Koïta zadebiutował 19 stycznia 2016 w zremisowanym 2:2 meczu Mistrzostw Narodów Afryki 2016 z Ugandą, rozegranym w Gisenyi. W debiucie strzelił gola. W 2019 roku został powołany do kadry na Puchar Narodów Afryki 2019. Wystąpił w nim w jednym meczu grupowym, z  Angolą (1:0).
W 2024 roku Koïtę powołano do kadry na Puchar Narodów Afryki 2023. Rozegrał w nim trzy mecze: grupowe z Południową Afryką (2:0), z Tunezją (1:1) i w 1/8 finału z Burkiną Faso (2:1).